# Лаваль (Квебек)
Лаваль (фр. Laval; букв. «долина») — административный регион, региональный муниципалитет и город в составе мегаполиса Большой Монреаль в провинции Квебек, Канада.
Город полностью занимает Иль-Жезю (фр. Île Jésus, остров Иисуса), а также несколько более мелких островков к северу острова Монреаль. Ривьер-де-Миль-Иль (река тысячи островов) отделяет Лаваль от Северной Короны Монреаля, а р. Ривьер-де-Прери — от самого Монреаля к югу.
Город вошёл в состав городского сообщества Монреаля в июне 2000 года.

## Население
По оценке на 2009 г. — 391 893 чел. Лаваль — третий по величине город Квебека; а также самый большой по площади (245 км²). Плотность населения поэтому невелика — всего 1,536 чел./км² (в Санкт-Петербурге порядка 6000 чел./км²).
75 % жителей франкофоны (родной язык французский), 18 % аллофоны (нео-квебекцы), и 6 % англофоны и англо-квебекцы (родной английский язык).
81 % населения исповедуют католичество (часто лишь номинально).

## Транспорт
В Лавале есть собственная автобусная сеть. Помимо неё, Лаваль связан с Монреалем через сеть междугородного транзита Exo.

## Массмедиа
Лаваль обслуживается средствами массовой информации из Монреаля, однако у него есть несколько собственных региональных средств массовой информации.
Две радиостанции имеют лицензию на обслуживание города: CJLV 1570 AM «Radio Mieux-étre» (ранее CFAV) и CFGL 105.7 FM «Rythme FM».
Кроме того, есть три крупные газеты в городе Лаваль: два раза в неделю англоязычная The Laval News, два раза в неделю Le Courrier Laval на французском языке и еженедельник на французском языке L'Écho de Laval.
Один телевизионный общественный канал работает на территории Лаваля, Télévision régionale de Laval.